# Sphacelotheca schweinfurthiana
Sphacelotheca schweinfurthiana är en svampart som först beskrevs av Thüm., och fick sitt nu gällande namn av Pier Andrea Saccardo 1908. Sphacelotheca schweinfurthiana ingår i släktet Sphacelotheca och familjen Microbotryaceae.   Inga underarter finns listade i Catalogue of Life.